# Albert Mangelsdorff
Albert Mangelsdorff (Frankfurt del Main, Hessen, 5 de setembre de 1928 - Idem. 25 de juliol de 2005), va ser un trombonista de jazz alemany. Va donar nous aspectes al trombó en el jazz amb la seva polifonia -els "multiphonics"- i és considerat un innovador i important representant del seu instrument en el jazz.

## Biografia
Albert Mangelsdorff era fill d'un enquadernador de Frankfurt. Va entrar en contacte amb el jazz a través del seu germà gran Emil Mangelsdorff. Va visitar el Frankfurt Hot Club, on es tocava en secret, jazz prohibit pels nacionalsocialistes, i va aprendre violí, harmonia i teoria musical general del seu oncle a Pforzheim. També va ensenyar ell mateix a tocar la guitarra. La seva carrera com a músic professional va començar a l'Alemanya de la postguerra el 1947 com a guitarrista rítmic a la big band Otto Laufner, amb la qual va tocar principalment en clubs de l'exèrcit dels Estats Units. A partir de 1947 va prendre classes de trombó de Fritz Stähr, el trombonista principal de l'Òpera de Frankfurt.

### Dècada de 1950
Mangelsdorff va tocar la guitarra i el trombó fins que finalment es va decidir pel trombó quan tenia vint anys. El 1953 es va unir a la Hans Koller Band i el 1955, per motius econòmics, es va traslladar a l'orquestra de ball de ràdio Hessischer Rundfunk durant dos anys. El 2 de desembre de 1955 va tenir lloc un gran concert de jazz amb Mangelsdorff a l'ajuntament de Heidelberg, organitzat per Fritz Rau, que després esdevingué l'organitzador de concerts responsable de la Federació Alemanya de Jazz. Un esdeveniment especial per a Mangelsdorff va ser la seva primera actuació a Polònia després de la guerra: el 1957 va oferir un concert amb el "Frankfurt All Stars" en el marc del Festival Internacional de Sopot, al qual va seguir una gira de concerts per Polònia. Aquests concerts van ser organitzats per Werner Wunderlich, que havia mantingut relacions amistoses amb Polònia des de la seva època com a presoner de guerra polonès. El mateix any Mangelsdorff va assumir la direcció musical del conjunt de jazz hr, sorgit del Frankfurt All Stars; Amb aquest grup realitza enregistraments mensuals periòdics per a la ràdio fins al 2005. Una invitació al Newport Jazz Festival de 1958 amb la International "Youth Band" de Marshall Brown va donar un impuls important al seu desenvolupament. Les converses amb els principals músics de jazz del món van animar la seva decisió de desenvolupar la seva pròpia veu i un so personal. Va ser convidat de nou al Festival de Jazz de Newport el 1965, 1967 i 1969. Aviat va ser reconegut internacionalment.

### Dècada de 1960
El Quintet Albert Mangelsdorff, recentment format el 1961 amb Günter Kronberg, Heinz Sauer, Günter Lenz i Ralf Hübner va intentar emancipar la música jazz europea del jazz nord-americà, que era dominant en el moment. Els enregistraments Tension (1963) i Now Jazz Ramwong (1964) en són exemples. Aquest darrer disc va ser el primer enregistrament alemany d'etno-jazz de manera modal i va ser creat després d'una gira per Àsia per encàrrec del Goethe-Institut. El quintet va tenir una influència significativa en el desenvolupament de l'escena jazzística a Alemanya; també va fer una gira pels EUA i va continuar amb aquesta formació fins al 1969.
Tot i que va desenvolupar cada cop més el seu propi estil d'expressió, de tant en tant va tocar amb grans orquestres de ràdio jazz alemanyes. L'estil modal de tocar va continuar influint en les seves composicions i improvisacions durant aquest temps. Al començament de la seva carrera, Mangelsdorff encara estava sota la impressió del cool jazz, però a finals dels anys 60 es va dedicar cada cop més al free jazz. Aquesta fase inclou la col·laboració amb la "Globe Unity Orchestra" i Peter Brötzmann, així com la reducció de la banda de Mangelsdorff el 1969, que ara continuava treballant com a quartet. Durant aquest temps, Mangelsdorff va desenvolupar el joc polifònic experimentant amb noves possibilitats de joc i so.

### Dècada de 1970
El 1972, durant un festival de jazz amb motiu dels Jocs Olímpics d'Estiu de 1972, Mangelsdorff va actuar públicament per primera vegada com a solista no acompanyat durant tot un concert. Després va gravar el seu primer disc en solitari Trombirds; el primer enregistrament en solitari per a un instrument de metall de jazz. Mangelsdorff va donar a molts músics de jazz l'oportunitat d'explorar la seva creativitat en projectes en solitari i discos. A més de fer gires com a trombonista solista, Mangelsdorff va actuar amb un quintet, però des de 1974 només com a quartet o trio, que comptava amb Buschi Niebergall (baix) i Peter Giger (bateria, percussió) com a secció rítmica. Tanmateix, només hi ha un disc dels primers dies d'aquest grup (amb els saxofonistes Heinz Sauer i Gerd Dudek; Birds of Underground, 1973). En canvi, Mangelsdorff va documentar nombrosos projectes (produïts per Joachim-Ernst Berendt), incloent: amb Elvin Jones, Eddie Gomez, Palle Danielsson, Jaco Pastorius, Alphonse Mouzon o amb el trio Barre Phillips, John Surman i Stu Martin. Durant aquesta dècada, juntament amb Max Schautzer, va crear un programa habitual de jazz sobre el que llavors es deia Deutschlandfunk. El 1975 Mangelsdorff va ser membre fundador del United Jazz + Rock Ensemble, al qual va romandre fidel fins a la seva dissolució a finals de 2002. Aquest conjunt es va reunir de nou amb motiu del concert al vespre del 75è aniversari de Mangelsdorff a l'Òpera de Frankfurt (2003). De 1976 a 1982, Mangelsdorff es va fer càrrec de l'ensenyament d'improvisació i estilística de jazz al Dr. Conservatori Hoch de Frankfurt. A finals de la dècada de 1970, Mangelsdorff va participar en una cimera de trombó amb els trombonistes Bill Watrous, Kai Winding i Jiggs Whigham, que van gravar un disc el 1980 per al segell alemany MPS.

### 1980 a 2005
A les dècades de 1980 i 1990, Mangelsdorff va actuar principalment com a solo, duo i trio. Des de 1981 enregistra àlbums a duo amb el pianista Wolfgang Dauner. També va fer concerts amb el duo Eric Watson i John Lindberg. En alguns casos el trio es va expandir en un quartet amb Ed Thigpen. També va tocar amb músics de la "Klaus Lage Band", però també amb la "Family of Percussion" de Peter Giger.
Va ser director artístic del "JazzFest de Berlín" durant sis anys a partir de 1995. A la dècada de 1990 va formar un quartet amb Reto Weber, Bruno Spoerri i Ernst Reijseger (o Christy Doran). Més tard va actuar amb el "Reto Weber Percussion Ensemble" i Chico Freeman, així com el seu quintet convencional, que incloïa Wolfgang Dauner, Wolfgang Haffner, Dieter Ilg i Christof Lauer. Recentment, Mangelsdorff va treballar sovint amb la big band NDR. Va fer una gira com a duo amb el pianista i teclista Wolfgang Dauner del 1982 al 2004. També hi havia un trio amb Eberhard Weber i Reto Weber, i de vegades com a quartet amb Chico Freeman.
La matinada del 25 de juliol de 2005, Mangelsdorff va morir per complicacions de la leucèmia a la seva ciutat natal de Frankfurt del Main a l'edat de 76 anys. Va deixar enrere la seva dona Ilo i el seu fill Ralph, que també treballa com a músic (cantant) i és doctor en biologia a la Universitat Goethe de Frankfurt del Main. La tomba de Mangelsdorff es troba al cementiri principal de Frankfurt.

## Significat
Mangelsdorff és considerat un innovador important de la interpretació del trombó de jazz i el primer músic de jazz que va poder oferir concerts de llarga durada en solitari amb un instrument de vent. Ningú abans d'ell va dominar el principi de la improvisació interior-exterior en la improvisació solista al trombó tan bé com ell. Sobretot, va conrear el joc polifònic al trombó i va tornar a popularitzar aquest estil de tocar. Tanmateix, la tecnologia era secundària per a ell. Per a ell, el domini perfecte de l'instrument era simplement un requisit previ necessari per a la improvisació espontània. Era el seu costum practicar durant diverses hores cada dia. Mangelsdorff també tenia una afinitat especial pel cant dels ocells i, com a ornitòleg aficionat, va poder distingir moltes espècies d'ocells. Per a ell, el cant dels ocells era un so ideal i un model constant per a la seva música. En això és semblant a músics com Olivier Messiaen, que va comparar el cant dels ocells a primera hora del matí amb l'última veu del paradís.
A l'enquesta dels crítics de jazz de la revista de jazz nord-americana Down Beat l'any 1980, Mangelsdorff va ser votat com el millor trombonista de jazz. Però, malgrat els seus nombrosos premis i honors, Mangelsdorff sempre va ser una personalitat simpàtica i cautelosa. El 1993 va ser nomenat professor honorari de jazz a la Universitat de Música i Arts Escèniques de Frankfurt. Durant la seva carrera va gravar més de 100 discos i CD. Mangelsdorff va ser un dels primers músics de jazz alemanys que va poder viure exclusivament del jazz.

## Estil de joc polifònic
La seva tècnica de tocar polifònic fent bufar una nota amb normalitat i cantar al mateix temps a l'embocadura era inconfusible. La formació de diferents tons entre diferents tons tocats i cantats crea armònics (multifònics) que són tan audibles que es poden escoltar els acords. Durant la dècada de 1970, cap altre músic de jazz va dominar aquest art tan virtuós com Mangelsdorff; comparable a Vinko Globokar en música nova. Aquesta tècnica en particular va ser desenvolupada originalment pels músics de trompa al segle XIX. Mangelsdorff la va redescobrir (el seu professor Fritz Stähr, que també dominava aquesta tècnica, l'havia cridat l'atenció) i la va propagar utilitzant-la habitualment en els seus solos i també en la presentació de temes. Avui en dia, els bons músics de jazz de metall dominen aquest estil de tocar com a estàndard.

## Importància per al panorama jazzístic europeu
Després de la Segona Guerra Mundial, Mangelsdorff va ser fonamental en la reconstrucció de l'escena jazzística a Alemanya i en l'emancipació del jazz europeu del model nord-americà que va dominar la creació musical i la improvisació i va dominar fins al voltant de 1965. En canvi, el seu estil i llenguatge tonal es consideren independents.
Amb músics de jazz francesos, en particular Jean-François Jenny-Clark, Mangelsdorff va dirigir l'Ensemble de jazz alemany-francès des de 1981 fins a la seva mort, que va donar l'oportunitat a joves músics d'Alemanya i França de tocar junts. En el seu honor, la Unió Alemanya de Jazz atorga des de 1994 el Premi Albert Mangelsdorff, patrocinat per la Fundació GEMA i el GVL.

## Patrimoni
La ciutat de Frankfurt del Main es va fer càrrec del patrimoni artístic del difunt músic. Hi ha sis capses amb partitures, uns 1.500 enregistraments i instruments així com arxius amb correspondència. Segons els informes dpa, s'estan fent plans per utilitzar-ho com a base per a un arxiu de jazz que porta el nom del gran fill de la ciutat.

## Llibres
- Instruccions per a la improvisació per a trombó. Schott, Mainz, 1965.
- Frankfurt del Main: Música jazz i salsa verda. Amb 35 fotos d'Erhard Pansegrau. Eulen-Verlag, Friburg i. Br. 1990, ISBN 3-89102-218-2.
- amb Bruno Paulot: Converses. Oreos-Editor, Waakirchen 1993, ISBN 3-923657-42-0.

## Premis
- Premi discogràfic alemany (1976) (Premi discogràfic alemany de jazz modern)
- El millor fabricant de melodies del trombonista del món (1977)
- Artista de l'any Premi del Disc Alemanya 1978 Acadèmia Alemanya de Fons
- Premi Discogràfic Alemany 1978 / Solista Nacional/Ensemble Jazz
- Millor trombonista de jazz del món Down Beat (1980)
- Creu Federal del Mèrit (1982)
- Premi de Cultura Hessian (1984)
- Músic de jazz europeu de l'any (múltiples vegades)
- Premi de Música de Frankfurt (1986)
- Placa de Goethe de la ciutat de Frankfurt del Main (1991)
- Ordre del Mèrit de Hesse (1998)
- Premi Paul Hindemith d'Art i Humanitat de la ciutat de Hanau (2000)
- Gran Creu del Mèrit de l'Ordre del Mèrit de la República Federal d'Alemanya (2002)
- Chevalier de l'Ordre des Arts et des Lettres (2002)
- Premi Bobby Jaspar (2002)
- Retrat de Mangelsdorff a les escales de Frankfurt, una galeria de ciutadans merescuts de Frankfurt
- Albert Mangelsdorff Foyer, Alte Oper Frankfurt, 2008[5]
- Estany Albert- Mangelsdorff a les instal·lacions de Bockenheimer, Frankfurt, (2013)[6]

## Pel·lícules/ràdio
- Die Posaune des Jazz (2005) de Thorsten Jeß[7]
- Die Albert-Mangelsdorff-Rolle, WDR, 4,5 hores Director: Michael Rüsenberg i Christian Wagner. Primera emissió: 3 de setembre de 2000 a Rockpalast Night
- Oh Horn! Albert Mangelsdorff – trombó de Lucie Herrmann, 1980/81, 58 min. (Producció: Lucie Herrmann)
- Fa 5 anys: Mor el trombonista Albert Mangelsdorff. "Signe dels temps". Emissió per ràdio WDR (diverses dates d'emissió), durada: 15 min Resum de l'article (amb més enllaços)